# Islamska država
Islamska država (arap. الدولة الاسلامية; do 2014. poznata kao Islamska država Iraka i Levanta ili Islamska država Iraka i Sirije (hrvatska kratica: IDIL; engleska kratica: ISIL) je bila državna tvorevina na području Iraka i Sirije, koja je od 2014. proglasila kalifat. Pobornici ove ideje su pretendirale teritorij cijelog Iraka i Levanta, što uključuje i Libanon, Izrael te Palestinu. Osnovana je prve godine Iračkog rata 2003., a 2004. zaklela se na vjernost al-Kaidi, s kojom je prekinula odnose 2014. Islamsku državu su činile i podržavale brojne pobunjeničke skupine, među kojima i njeni pobornici Mudžahedinsko savjetodavno vijeće, al-Qaida u Iraku, Vojska el-Fatihe, Vojska drugova, Pristaše tauhida i suneta, Vojska pobjedničke skupine i dr., kao i drugi klanovi čije pučanstvo ispovijeda sunitski islam. Cilj Islamske države bio je uspostavljanje kalifata u većinskim sunitskim područjima Iraka, a poslije i Sirije. U veljači 2014. nakon borbe za prevlast, al-Qaida je prekinula odnose s Islamskom državom.
Na vrhuncu Iračkog rata, Islamska država je držala područja namjesništava Anbara, Ninive i Kirkuka, te većinu Namjesništva Salah ad-Din, kao i dijelove Namjesništva Babila, Dijale i Bagdada. Bakuba su proglasili glavnim gradom. U vrijeme Sirijskog građanskog rata, IDIL je okupirao područja sirijska namjesništava Raka, Edliba i Alepa.
Konačno, iz vijesti s kraja 2017. može se zaključiti da je teritorijalno ISIL uglavnom poražen i razbijen, a krajem ožujka 2019. došlo je do masovne predaje posljednjih skupina boraca tzv. Islamske države u Siriji te je tako ISIL izgubio i posljednje uporište, Baguz, koje je držao u Siriji, priznajući konačni poraz.
Nakon poraza u Siriji islamistička novinska agencija Amaq je kasno navečer 10.svibnja objavila vijest o osnivanju pokrajine Wilayah of Hind te da je IS nanio žrtve indijskoj vojsci u gradu Amshipora u kašmirskom okrugu Shopian.

## Nastanak
Pregled nastanka:
Jama'at al-Tawhid wal-Jihad (Organizacija monoteizma i džihada)  (1999–2004)
Tanzim Qaidat al-Jihad fi Bilad al-Rafidayn (poznata i kao al-Kaida u Iraku)  (2004–2006)
Mujahideen Shura Council (Mudžahedinsko savjetodavno vijeće) (2006)
Islamska država Iraka (2006–2013)
Islamska država Iraka i Levanta  (2013–2014)
Islamska država  (lipanj 2014–danas) 
Nakon invazije na Irak 2003. godine, jordanski selafitski džihadist Abu Musaba al - Zarqawi i njegova militantna skupina Jama'at al-Tawhid wal-Jihad (Organizacija monoteizma i džihada), osnovana 1999. godine, postaju ozloglašeni u ranim fazama iračke pobune po samoubilačkim napadima na šijitske džamije, civile, iračke državne institucije i talijanske vojnike koji su sudjelovali u 'multinacionalnim snagama', koje su vodili Amerikanci. Al- Zarqawi-jeva grupa je službeno obećala vjernost al-Kaida mreži Osame bin Ladena u listopadu 2004. godine. Pri tome mijenja ime u Tanzim Qaidat al - Jihad fi Bilad al- Rafidayn, poznata i kao al- Kaida u Iraku.
U siječnju 2006. al-Kaida u Iraku se povezala s nekoliko manjih iračkih pobunjeničkih skupina u krovnu organizaciju koja se nazvala Mudžahedinsko savjetodavno vijeće.
U listopadu 2006. Mudžahedinsko savjetodavno vijeće proglasilo je uspostavu Islamske države Iraka, koje se trebala sastojati od šest pretežno sunitskih gubernija s Abu Omar al-Baghdadijem kao emirom.
Islamska država Iraka i Levanta proglašena je u travnju 2013. 
Dana 29. lipnja 2014. organizacija se proglasila svjetskim kalifatom. Abu Bakr al-Baghdadi poznat među svojim pobornicima i kao Amir al-Mu'minin (kalif Ibrahim), nazvao se kalifom, a skupina se preimenovala u Islamsku državu. Kao kalifat, oni tvrde da imaju vjersku, političku i vojnu vlast nad svim muslimanima u svijetu. Koncept kalifata i naziv Islamska država su odbijeni od vlada i muslimanskih vođa širom svijeta.
Promjene imena nisu bile estetske naravi, nego su odražavale promjenjive okolnosti unutar kojih se razvijala i nastala Islamska država. U početku je Jama'at al-Tawhid wal-Jihad težila za prevlašću u Iraku, relativno pod nadzorom i u mirnom razdoblju do izbijanja sektaških sukoba početkom američke Invazije na Irak 2003., te izbijanja sukoba nakon američkog povlačenja 2011.
Od tog trenutka, Islamska država preuzela je ključnu ulogu, a odlučujuće pojačanje dobiva u trenutku kada je Građanski rat u Siriji postao sektaški sukob. Od tada je Islamska država primila milijune dolara donacija i tisuće novaka širom svijeta. Trenutačno se utvrđenja Islamske države protežu od grada Rake na sjeveru Sirije do samih predgrađa Bagdada na jugu Iraka; udaljenost između dva mjesta otprilike iznosi više od 500km, međutim, Islamska država nema stalni nadzor nad prometnicama i naseljima između dva navedena mjesta.

## Proširenje
Brzo širenje Islamske države može se usporediti s američkim brzim napredovanjem tijekom rata u Iraku 2003. Za razliku od američkih snaga, vahabitske oružane skupine nemaju mogućnost uporabe razarajućih zračnih napada, no, u posljednjoj ofenzivi, vahabitske skupine uspjele su osnažiti svoje vojne kapacitete nakon što su zarobili desetke oklopnih vozila američke proizvodnje i drugo teško naoružanje prethodno u rukama iračke vojske.
Pučanstvo koje se nalazi pod okupacijom Islamske države postalo je izloženo bičevanju, sakaćenju, obezglavljivanju i razapinjanju. Žrtve ovakvih kazni bile su razložno odabrane ili po slobodnom izboru vahabitskih skupina. Najčešće žrtve su šijiti, sunitski rivali, zarobljeni vojnici i "nemoralne" žene.
Islamska država teritorijalno je bila na vrhuncu 2015. godine, kada su nadzirali znatne dijelove Sirije i Iraka te dijelove teritorija u Libiji, Nigeriji i Afganistanu. Krajem 2017. godine teritorijalno praktički niti ne postoji. Teritorij je bio proširen na Libiju, ali je u nizu bitaka koje su trajale od svibnja do kolovoza 2016. libijska vlada nacionalnog jedinstva porazila snage Islamske države u Libiji. Također, do kraja travnja 2017. nigerijska je vojska vratila teritorij koji je držao Boko Haram, ogranak Islamske države u Nigeriji, a početkom prosinca 2017. Irak je izvijestio javnost o potpunom porazu Islamske države u Iraku. U slično vrijeme, ruski izvori tvrde da je i u Siriji Islamska država također poražena.

## Ideologija
Ideologija Islamske države bazira se na salafizmu, salafijskom džihadizmu, islamizmu i vahabizmu.

## Veze s al-Kaidom
Unatoč čestom povezivanju Islamske države s al-Kaidom, ova skupina nema zajedničke filozofske, organizacijske niti službene veze s njom, pošto se i sama proglasila neovisnom od al-Kaide. Trenutačno, ove dvije skupine su u neprijateljskom odnosu, iako im je zajedničko podržavanje sunitskog islama. Al-Kaidini pojavni oblici su više-manje poznati. Ona je teroristička organizacija s "uspavanim ćelijama", obučnim kampovima, koja izvodi terorističke napade. Islamska država je više milicija te drži pod okupacijom i određeni teritorij. I dok je al-Kaida nakon smrti Osame bin Ladena postala svjesnija izbjegavanja indiskriminacijskih i kontraproduktivnih brutalnosti, dotle Islamska država izjavljuje svoju vjersku filozofiju bez kompromisa.
Razlog za okončanjem veza s al-Kaidom dogodio se u doba građanskog rata u Siriji kada je Islamska država ušla u sukob s Džabhatom al-Nusrom, islamističkom skupinom koju podupire al-Kaida. Molbe al-Kaide da dvije skupine podijele zonu utjecaja odbacio je novi vođa Islamske države, Abu Bakr al-Bagdadi. Abu Bakr proveo je četiri godine u američkom zarobljeništvu te je pušten 2009. Nakon niza loših događaja između Islamske države i al-Nusre, al-Kaida je razbaštinila Islamsku državu početkom 2014. Zauzvrat je Islamska država al-Kaidu prozvala izdajicama i sprdnjom.

## Vlada
| ime/pseudonim                       | dužnost                             |
| ----------------------------------- | ----------------------------------- |
| Abu Bakr al-Bagdadiأبو بكر البغدادي | emir                                |
| Abu Abdulah al-Bagdadi              | zamjenik emira                      |
| Abu Abdul al-Falahi                 | predsjednik vlade                   |
| Abu Sulejman al-Naser               | ministar rata                       |
| Abu Utman al-Tamimi                 | ministar za šerijat                 |
| Abu Abdul Džabar al-Džanabi         | ministar sigurnosti                 |
| Abu Muhamed al-Mašadani             | ministar informacija                |
| Abu Abdul Kadir al-Eisavi           | ministar za mučenike i zarobljenike |
| Abu Ahmed al-Džanabi                | ministar nafte                      |
| Mustafa al-Aaradži                  | ministar poljoprivrede i ribarstva  |
| Abu Abdulah al-Zabadi               | ministar zdravstva                  |
| Muhamed Kalil al-Badria             | ministar obrazovanja                |